# Griselda (serie televisiva)
Griselda è una miniserie televisiva diretta da Andrés Baiz e prodotta da Eric Newman e Sofía Vergara. È scritta da Doug Miro, già co-autore di Narcos e Narcos: Messico, e Ingrid Escajeda. Ha come protagonista Vergara nei panni di Griselda Blanco, una famigerata "signora della droga colombiana". La miniserie è stata presentata in anteprima su Netflix il 25 gennaio 2024 ed è composta da 6 episodi della durata totale di sei ore. La miniserie ha ricevuto recensioni generalmente positive dalla critica con elogi rivolti alla performance di Vergara. Nella prima settimana dopo la sua uscita, ha debuttato al numero uno in 89 paesi e ha superato la Top 10 TV settimanale globale di Netflix.

## Trama
La serie narra la vita di Griselda Blanco, una potente narcotrafficante. La storia segue la sua ascesa negli ambienti criminali a Miami, dove Griselda è alla ricerca di potere e ricchezza. Paranoia e tradimento la portano alla rovina, e le sue azioni provocano molteplici morti, inclusa quella di un bambino. Per sfuggire alle ritorsioni, Griselda si costituisce ma deve affrontare conseguenze inaspettate. Nonostante abbia scontato una pena in prigione, la tragedia colpisce quando la maggior parte dei suoi figli vengono assassinati. La serie si conclude con Griselda che immagina una scena tranquilla sulla spiaggia con i bambini. Lo spettacolo funge da ammonimento sulla ricerca distruttiva del potere. Griselda, interpretata da Sofía Vergara, è stata assassinata nel 2012 a Medellín, in Colombia.

## Puntate
| Stagione       | Episodi | Pubblicazione originale | Pubblicazione Italia |
| -------------- | ------- | ----------------------- | -------------------- |
| Prima stagione | 6       | 2024                    | 2024                 |

## Produzione

### Sviluppo
Il 3 novembre 2021, è stato annunciato che Netflix sta sviluppando una nuova miniserie poliziesca basata sulla vita della trafficante di droga Griselda Blanco. La miniserie sarà prodotta da Eric Newman, Sofía Vergara e Luis Balaguer per la Latin World Entertainment. Baiz, originario della Colombia, ha diretto tutti gli episodi. Doug Miro, Andrés Baiz e Carlo Bernard, che fanno tutti parte del team creativo di Narcos e Narcos: Messico, sarebbero i produttori esecutivi e Ingrid Escajeda e Doug Miro fungerebbero da showrunner. Il 19 gennaio 2022, Netflix ha pubblicato una prima foto di Sofia Vergara nei panni della vera regina della droga Griselda Blanco della prossima serie limitata. La società americana ha anche rivelato 12 nuovi membri del cast, tra cui Vanessa Ferlito e Juliana Aidén Martinez. Nel cast figurano anche Alberto Guerra, Alberto Ammann, Christian Tappan, Diego Trujillo, Paulina Davila, Gabriel Sloyer, Martin Rodriguez, José Zúñiga, Maximiliano Hernández e Julieth Restrepo.

### Riprese
Le riprese sono iniziate il 17 gennaio 2022 a Los Angeles.

## Data di uscita e controversie
La serie è stata distribuita il 25 gennaio 2024.
Il 17 gennaio, i membri della famiglia di Griselda Blanco hanno intentato una causa per uso non autorizzato di immagini e hanno chiesto a un giudice di fermare l'uscita della serie.

## Accoglienza

### Pubblico
Durante la sua settimana di debutto, Griselda ha debuttato al numero uno in 89 paesi e ha raggiunto la vetta della Netflix Global Weekly Top 10 TV solo tre giorni dopo la sua uscita, guadagnando un totale di 20,6 milioni di spettatori, con 113,8 milioni di ore visualizzate.

### Risposta della critica
Griselda ha ricevuto recensioni generalmente positive da parte della critica, con elogi per la performance di Vergara, anche se alcune inesattezze storiche hanno ricevuto critiche. Sul sito aggregatore di recensioni Rotten Tomatoes, l'87% delle 45 recensioni della critica sono positive, con una valutazione media di 6,8/10. Il consenso del sito web recita: "Sofía Vergara scompare in modo impressionante nel ruolo di Griselda Blanco in questa propulsiva saga di gangster, che gioca liberamente con i fatti ma raggiunge una vera grinta". Metacritic, che utilizza una media ponderata, ha assegnato allo spettacolo un punteggio di 64 su 100 sulla base di 19 critici, indicando "recensioni generalmente favorevoli".
TVLine ha nominato Sofía Vergara "Attrice della settimana" per la settimana del 27 gennaio 2024, specificamente per la sua interpretazione in "Paradise Lost". Il sito l'ha considerata una performance "che definisce la carriera", scrivendo: "L'impegno costante di Vergara e la sua inaspettata serietà elevano Griselda a una di quelle rare esperienze televisive che ti lasciano a bocca aperta".